# رزق خليل حبة
الشيخ رزق خليل حبة (1918 - 27 مايو 2004) شيخ عموم المقارئ المصرية سابقاً، ولد بقرية كفر سليمان البحري بمحافظة دمياط شمالي مصر.

## تعليمه
لم يتوجه إلى التخصص في القرآن من بداية عمره، حيث تعلم في المدارس وأتقن علم المحاسبة التجارية. عندما بلغ السادسة عشرة استمع إلى الشيخ أبو العينين شعيشع وكان لا يزال فتى صغيراً، فأثر فيه تأثيراً كبيراً، فعزم على حفظ القرآن، وحفظه على الشيخ حسن سعيدة عالم قريته. انتسب الشيخ رزق إلى الأزهر ودرس فيه ونال شهادة تخصص القراءات من كلية اللغة العربية التابعة ل جامعة الأزهر  .

## حياته المهنية
عمل مدرساً بمعهد القراءات اثانوي بالخازندار في شبرا بمحافظة القاهرة ، ثم مفتشاً على مستوى الجمهورية من 1969م حتى 1979م. عين شيخاً للمقارئ المصرية سنة 1981م لشؤون المقرئين والمحفظين، ثم شيخاً لعموم المقارئ المصرية سنة 1989م خلفاً للشيخ عامر السيد عثمان. كان الشيخ عضواً بلجان تصحيح المصاحف، ولجنة اختبار القراء ب الإذاعة المصرية ، وله في الإذاعة برنامج (الرحمن علم القران).

## وفاته
رحل إلى جوار ربه في 27 مايو 2004.

## وصلات خارجية
- صفحة الشيخ على موقع طريق الإسلام